# James Davies (psicólogo)
James Davies, nacido en Gran Bretaña es un psicoterapeuta en organizaciones como MIND y el Servicio Nacional de Salud británico. Se graduó en Oxford en 2006 con un doctorado en antropología social y médica. Es cofundador del Consejo de Psiquiatría Basada en la Evidencia. 
Ha publicado cuatro libros, ha dado conferencias sobre su investigación a nivel internacional y ha escrito para distintos medios de comunicación. Ha sido consultor de la BBC, ITV y otros medios de comunicación sobre asuntos relacionados con la salud mental.

### Best seller
Sedados, cómo el capitalismo moderno creó nuestra crisis de salud mental.
Según el Dr. Davies, "al sedar a las personas sobre las causas y soluciones de su angustia socialmente arraigada -tanto literal como ideológicamente-, nuestro sector de la salud mental ha acallado el impulso de la reforma social, lo que ha distraído a las personas de los verdaderos orígenes de su desesperación, y ha favorecido resultados principalmente económicos, al tiempo que ha presidido los peores resultados de nuestro sistema sanitario".[cita requerida]

## Publicaciones
- Davies, James (2014). Cracked: Why Psychiatry is Doing More Harm Than Good (en inglés). Icon Books. ISBN 978-1-84831-654-6. Consultado el 14 de diciembre de 2022.
- Davies, James (2022-03). Sedated: How Modern Capitalism Created Our Mental Health Crisis (en inglés). Atlantic Books, Limited. ISBN 978-1-78649-987-5. Consultado el 14 de diciembre de 2022.
- Davies, James (22 de marzo de 2018). The Making of Psychotherapists: An Anthropological Analysis (en inglés). Routledge. ISBN 978-0-429-92137-7. Consultado el 14 de diciembre de 2022.
- Davies, James (12 de marzo de 2012). The Importance of Suffering: The Value and Meaning of Emotional Discontent (en inglés). Routledge. ISBN 978-1-136-48998-3. Consultado el 14 de diciembre de 2022.